# Ékoué
Ékoué, né le 19 avril 1975 à Villiers-le-Bel, dans le Val-d'Oise, est un auteur, rappeur, réalisateur français, membre du groupe La Rumeur.

## Biographie
Ékoué Labitey est le fils d'un intellectuel togolais réfugié en France. Sportif accompli, il remporte plusieurs trophées de tennis. Ses professeurs de primaire le prédestinent à « un avenir scolaire sombre » et lui font redoubler le CM1 ce qui ne l'empêchera pas d'être titulaire d'une maîtrise en science politique, d'un DEA en droit public et d'un doctorat de l'université Paris-XIII Villetaneuse. Il obtient également un master en politiques et sociétés en Europe à l'Institut d'études politiques de Paris en 2008.
Il commence à rapper à 15 ans, en faisant la première partie de Timide et sans complexe, puis participe à l'album L'Homicide volontaire d'Assassin,[source secondaire souhaitée]. Avec ses amis Philippe (Le Bavar) et Mourad (Le Paria), il fonde le groupe Ultime Coalition[source secondaire souhaitée]. Il rencontre Hamé en juillet 1994 lors d'un Open mic. Ensemble, ils rebaptisent le groupe La Rumeur.
Le groupe La Rumeur s'affiche peu à la télévision, dans les médias, d'après Ekoué : « Les rappeurs invité à la télévision on les encourage à ne pas y aller, les hommes en face sont hostiles vis-à-vis musique et ils ont la volonté d'enfoncer notre musique dans la caricature. »
Le ministère de l'intérieur a porté plainte contre Ekoué Labitey en 2004 à la suite de son article « insécurité sous la plume d'un barbare » car plusieurs passages de son article touchaient à la police, il y a eu un procès au début de l'année 2004.

## Discographie

### Albums studio
- 2008 : Nord Sud Est Ouest 1er Épisode
- 2008 : Itinéraire d'un Fils d'Immigrés (compilation non officielle)

- 2009 : Nord Sud Est Ouest 2e Épisode (avec Le Bavar)

### Compilation
- 2008 : Sous les Pavés la Rage

## Apparitions
- 1995 : apparition dans l'album du groupe Assassin L'Homicide volontaire sur 2 titres : L'Odyssée suit son cours et Quand j'étais petit
- 1997 : Yazid feat. Ekoué, Kal, Squal, Maestro, Gwen, Halilou et Koma - La relève (sur l'album Je suis l'arabe de Yazid)
- 1997 : Ekoué, Polo et Casey - 3:30 pour un freestyle (sur la compilation L432)
- 1997 : Fabe feat. Ekoué et Skeazy - Salon à 4 (sur l'album Le fond et la forme de Fabe)
- 1999 : Ekoué, Vasquez, Calbo et K-Reen - Le métier rentre (sur la compilation Première classe Vol.1)
- 1999 : Ghetto Prodige & Ne-Fast feat. Doom Doom, Creek et Ekoué - Libre de style (sur la compilation 2000-1)
- 1999 : Le Bavar, Téléphone Arabe, Ekoué & JP - Freestyle (sur la mixtape Sang d'encre)
- 2001 : Less du Neuf feat. Ekoué et Casey - La valse des enragés (sur l'album Le temps d'une vie de Less du Neuf)
- 2002 : Morad & Haroun feat. Ekoué - J'assume (sur la compilation Explicit 18)
- 2002 : Sheryo feat Ekoué - Je reste underground (sur le maxi Le salaire de la galère de Sheryo)
- 2003 : Ekoué & JP Mapaula - Est-ce (sur la compilation Hall School)
- 2004 : Kalash feat. Dany Dan et Ekoué - Malgré l'effort (sur la compilation Spécial Dany Dan Vol. 2 de Dany Dan)
- 2005 : Ekoué - Avril 75 (sur la compilation Patrimoine du ghetto)
- 2005 : Koma feat Fabe et Ekoué - Époque de fou remix (sur la compilation Rap Français Anthologie de 1995 à 1997 - L'âge d'or)
- 2005 : Less du Neuf feat. Ekoué et Casey - 105.5 contre-info (sur la mixtape Sur le terrain de Less du Neuf)
- 2006 : Casey feat. Ekoué - On ne présente plus la famille (sur l'album Tragédie d'une trajectoire de Casey)
- 2006 : Ekoué & Specio - Fréquence bitume (sur la compilation Illegal Radio)
- 2007 : Flynt feat. Ekoué, Aki la Machine, JP Mapaula, Mokless - 1 pour la plume (Version équipe) (sur l'album de Flynt J'éclaire ma ville)
- 2007 : Sinistre & Ekoué - Bavures (sur la compilation Racaille Muzik)
- 2008 : AL feat. Ekoué et Casey - Ça fait mal quand même (sur l'album d'AL High-tech et primitif)
- 2008 :  Ekoué - Sous les pavés la rage (sur la compilation Sous les pavés la rage)
- 2008 : Les Évadés feat. Ekoué - Vous avez tiré les premiers (sur l'album des Évadés Aucun appel au calme)
- 2009 : Prodige & Ekoué - Ligne de mire (sur la compilation Soins intensifs)
- 2011 :Kohndo feat. Ekoué - Pardonnez-moi (sur l'album de Kohndo Soul Inside)
- 2013 : Flynt feat. Ekoué - Compte à rebours (sur la mixtape de Flynt Rétrographie)

## Filmographie
- 2011 : De l'encre : fiction diffusée sur Canal+, coécrite et coréalisée avec Hamé.
- 2017 : Les Derniers Parisiens : long métrage coécrit et coréalisé avec Hamé.
- 2023 : Rue des dames long métrage coécrit et coréalisé avec Hamé.

## Publications
- 2014 : Que dit l'autopsie ?, textes du groupe La Rumeur illustrés par Jean-Yves Donati
- 2017: Il y a toujours un lendemain, Éditions de L'Observatoire, coécrit avec Hamé